# Jan Hoffmann (Fußballspieler)
Jan Hoffmann (* 1. September 1979 in Gomadingen, Ortsteil Offenhausen) ist ein ehemaliger deutscher Fußballspieler und -trainer.

## Karriere
Von 2000 bis 2004 spielte der im Mittelfeld auf verschiedenen Positionen einsetzbare Hoffmann in der 2. Bundesliga beim SSV Reutlingen 05 und bei der SpVgg Greuther Fürth und erzielte dabei in 103 Ligaspielen 11 Treffer. Danach wechselte er für zwei Jahre zum Regionalligisten SSV Jahn Regensburg und wurde dort bereits in der ersten Saison aufgrund seiner neun Tore zum „Spieler der Saison“ gewählt. Hoffmann wechselte daraufhin zum VfB Lübeck, für den er zwischen 2006 und 2008 insgesamt 56 Partien (10 Tore) absolvierte. Zur Saison 2008/09 bekam er einen Vertrag bei Holstein Kiel. Aufgrund zahlreicher Verletzungen konnte Hoffmann  bei den Kielern selten überzeugen. Teilweise spielte er sogar für die Zweite Mannschaft in der Schleswig-Holstein Liga.
Am Ende der Saison 2009/10 beendete Jan Hoffmann verletzungsbedingt seine Karriere und trat das Traineramt beim Bezirksligisten TSV Gomaringen an.